# Henrik Grahm
Henrik August Grahm, född den 21 april 1831 i Stockholm, död där den 30 augusti 1909, var en svensk sjömilitär.
Grahm blev elev vid Flottans konstruktionskår 1846. Han avlade sjöofficersexamen 1851, konstruktionsofficersexamen 1854 och avgångsexamen från Mariebergs högre artilleriläroverk 1858. Grahm blev sekundlöjtnant vid Flottans konstruktionskår 1855 och ingenjör vid Mariningenjörstaten 1867. Han var direktör där 1881–1889. Grahm invaldes som ledamot av Örlogsmannasällskapet 1867. Han blev riddare av Vasaorden 1874 och av Nordstjärneorden 1887. Grahm vilar på Galärvarvskyrkogården i Stockholm.